# Pensieri di donna
Pensieri di donna è un album della cantante italiana Gigliola Cinquetti, pubblicato dalla casa discografica CGD nel 1978.

## Tracce

### Lato A
1. When You Lose What You Love
2. Pensieri di donna
3. Oh que sera
4. Parallele
5. Sono un robot

### Lato B
1. Un paese vuol dire
2. È quasi sera
3. Piper in the Dark
4. Ma chi l'avrà inventato quest'uomo
5. Frutaflor matutina
6. Filastrocca per Rio